# らんま1/2の登場人物
らんま1/2の登場人物（らんまにぶんのいちのとうじょうじんぶつ）は、高橋留美子の漫画作品およびそれを原作としたアニメやテレビドラマ『らんま1/2』に登場する架空の人物の一覧。
声優は特に注釈がない限りテレビアニメ版でのキャスト。第1作（1989年版）、OVA / 第2作（2024年版）/ その他（ゲームなど）の順に表記し、特筆がない場合は第1作の配役。俳優はテレビドラマ版でのキャスト。
個別記事があるキャラクターはメインの配役以外は省略。

## メインキャラクター

### 早乙女家
早乙女乱馬（さおとめ らんま）
声 - 山口勝平（男）、林原めぐみ（女） / 山口勝平（男）、林原めぐみ（女）
演 - 賀来賢人（男）、夏菜（女）
本作の主人公。風林館高校1年生。16歳。無差別格闘早乙女流二代目、元祖無差別格闘流後継者候補。あかねとは親同士が決めた許婚。中華服を愛用している。後ろ髪をおさげにして束ねているのが特徴。幼い頃から父親に連れられて武者修行の旅を続け、中国に修行に行った際に呪泉郷の「娘溺泉」に落ちたことで、水をかぶると女になり、湯をかぶると男に戻る体質となった。アニメでは女性化すると髪が赤くなる。また、女性化したときは「らんま」とひらがなで表記される。猫が苦手。あかねに対してはついつい軽口をたたき怒らせてしまい、言い争いが絶えない。
早乙女玄馬（さおとめ げんま）
声 - 緒方賢一 / チョー
演 - 古田新太
乱馬の父親であり、師匠。八宝斎の弟子で、実戦格闘技「無差別格闘早乙女流」の開祖。修行先の呪泉郷で「熊猫溺泉」に落ちたため、水をかぶるとパンダになり、喋れなくなる。
早雲とは八宝斎のもとで修行していた頃からの親友で、お互いの子供を結婚させる約束をしていた。性格はかなりチャランポランで、空約束を乱発して借りや因縁や敵を作りまくっている。
早乙女のどか（さおとめ のどか）
声 - 池田昌子
玄馬の妻であり、乱馬の母親。修行に行った夫と息子の帰りを待っていたが、「男らしくなって帰ってくる。もし男らしくなれなかったら、父子そろって切腹あるのみ」という玄馬の空約束を真に受け、パンダと女と化した玄馬と乱馬がだらけて暮らす天道道場へ介錯用の刀を携えて現れる。

### 天道家
天道あかね（てんどう あかね）
声 - 日髙のり子 / 日髙のり子
演 - 新垣結衣（幼少期 - 松本春姫）
本作のヒロイン。美少女で学校でもかなりモテている。天道道場に住む天道家三女で、風林館高校1年生。16歳。無差別格闘天道流の使い手。乱馬とは同級生かつ許婚。格闘技・スポーツに秀でているが、唯一水泳は苦手である。根は素直な優しい性格。乱馬に対してはなかなか素直になれず、ヤキモチからいつも言い争いを起こしがちである。物語の序盤はロングヘアだったが、ある事がキッカケで幼少期と同じショートカットに戻る。
天道なびき（てんどう なびき）
声 - 高山みなみ / 高山みなみ
演 - 西山茉希
天道家次女。風林館高校2年生で17歳。常に冷静で、ドライでちゃっかりした性格。（自称）お金の奴隷たる、筋金入りの守銭奴。
天道かすみ（てんどう かすみ）
声 - 井上喜久子 / 井上喜久子
演 - 長谷川京子
天道家長女。19歳。他界した母親に代わり、天道家の家事全般をこなすしっかり者。おっとりしていて非常に優しく滅多に怒らない。
天道早雲（てんどう そううん）
声 - 大林隆介 / 大塚明夫
演 - 生瀬勝久
三姉妹の父親。八宝斎の弟子で、無差別格闘天道流の開祖。東京都練馬区に無差別格闘流天道道場を開いている。玄馬とは八宝斎のもとで修行していた頃からの親友で、お互いの子供を結婚させる約束をしていた。乱馬とあかねを結婚させ、天道道場を継いでもらうのが夢。妻がいたがあかねが幼少の頃に亡くしている。
善良で一見威厳あふれる容貌だが、気が小さい。
天道夫人
声 - 三幣香代
三姉妹の母親。あかねが幼少の頃に他界しているが、他界した後も家族から慕われている。

### 九能家
九能帯刀（くのう たてわき）
声 - 鈴置洋孝→辻谷耕史 / 杉田智和
演 - 永山絢斗
風林館高校剣道部主将、自称「風林館高校の蒼い雷（いかずち）」。父親は風林館高校校長で、妹は小太刀。乱馬が転校してくるまでは、風林館高校最強の男かつ最悪の変態と言われていた。女らんまを「おさげの女」と呼んで何かとちょっかいを出すが、正体が乱馬であることには気づいていない。
九能小太刀（くのう こだち）
声 - 島津冴子 / 佐倉綾音
帯刀の妹で、聖ヘベレケ女学院という女子高に通っている16歳。格闘新体操が得意で、それ以上に闇討ちが得意。通称「黒薔薇の小太刀」。男乱馬に一目惚れしているが、兄同様に女らんまの正体には気付いていない。
九能校長（くのうこうちょう）
声 - 仁内建之、大塚芳忠（OVA版）
風林館高校の校長。武闘家でもあり、九能流バリカン術の使い手。九能兄妹の実父。
本名不明で作中やアニメ版のクレジットでは単に校長と呼称されているが、原作者の高橋留美子は九能校長と呼んでいる。乱馬とも渡り合える実力を持つがその理由について高橋は「校長は校長だから強い」と説明している。ハワイへ3年間教育視察に行っていたため、ハワイかぶれ。アロハシャツに半ズボンでウクレレを手持ち歩くなど、およそ校長とは思えない恰好にして、生徒を度々振り回す奇天烈な言動を繰り返す。笑い方は「HAHAHA」。

### 風林館高校
久遠寺右京（くおんじ うきょう）
声 - 鶴ひろみ / 名塚佳織
乱馬のもう一人の許婚で、彼やあかねの同級生。元祖関西風お好み焼き屋「うっちゃん」を経営する。校内では学ランとさらしを着用し、背中に大きなヘラを担いでいる。関西弁口調。愛称は「ウっちゃん」。武道家でもあり、戦闘用にアレンジしたお好み焼きの具材や道具を使って戦う。
五寸釘光（ごすんくぎ ひかる）
声 - 二又一成 / 石田彰
演 - 金井勇太
乱馬たちのクラスメイト。非常に暗い性格で、見た目も貧相。眼の下にいつも隈がある。乱馬が風林館高校に転校してくる前からあかねに片想い中だが、彼の思いは全く気付かれていない。乱馬を逆恨みしていて、あかねと会話することでかなり感動する。趣味は盗撮と藁人形を打つこと。アニメでは熱闘編第96話初登場。
スーパーファミコン版ゲーム『爆烈乱闘編』では使用キャラクターとして登場した。
二ノ宮ひな子（にのみや ひなこ）
声 - 冬馬由美（OVA版）
乱馬に対抗するために、校長が呼び寄せた教師。流派上は八宝斎の弟子。風林館高校1年F組の担任教師で、専攻は英語。普段は子供のような外見で、中身も子供っぽい。幼い頃は病弱であり、入院中に八宝斎が看護師の下着を盗む目的から闘気吸引のツボを押されたことで闘気吸引体質となる。下着を盗まれた看護師の闘気を吸引し病弱な身体を克服した。相手の闘気を吸引した際は子供っぽい外見が闘気太りのためアダルトチェンジし大人っぽくなる。

### 中国出身者
シャンプー（珊璞）
声 - 佐久間レイ / 佐久間レイ
女性を中心とする中国の武闘民族・女傑族（ニィチェズゥ・じょけつぞく）の少女。中国で修行中だった女らんまに敗れたため、らんまの命を狙って追い回していたが、男乱馬にも敗れたため、掟により夫にしようと求愛する。呪泉郷の猫溺泉に落ちたため、水をかぶると猫になる。
コロン（可崘）
声 - 麻生美代子（若い頃 - 小林優子）/ 真山亜子
女傑族の長老。シャンプーの曾祖母。通称「おばば」。116 - 118歳（アニメでは300歳前後）。曾孫が再来日を果たした際に一緒についてきて、日本で中華料理店（猫飯店）を営んでいる。八宝斎に匹敵する実力者で、乱馬の必殺技の多くを伝授する。
ムース（沐絲）
声 - 関俊彦 / 関俊彦
シャンプーの幼馴染。暗器の達人。シャンプーが大好きだが、3歳の頃に敗れたため、ほとんどまともに相手にされていない。呪泉郷の鴨子溺泉に落ちたため、水をかぶるとアヒルになる。アヒル状態時はムームーと呼ばれている。眼鏡を外すとかなりの美形だが、目の前の物や人物を全く判別できないほどのド近眼。
パンスト太郎（パンストたろう）
声 - 古本新之輔
八宝斎を追って日本に来た怪人で、水をかぶると、牛の頭に雪男の体、鶴の翼に尻尾が鰻という大きな怪物になる。歴とした中国人で、腰にパンストをベルトのように巻いている。村の掟で産湯につかわせた者がその子の名前を決めるというものがある。名付け親は八宝斎。作中で一度「かっこいい太郎」に改名を成功するも、八宝斎に再び「パンスト太郎」という名に戻されてしまう。のちに呪泉郷の効力を利用して、変身後の体にタコの能力も追加してパワーアップを果たす。
呪泉郷案内人（じゅせんきょうガイド）
声 - 山寺宏一 / 山寺宏一
本名不明。呪泉郷のガイドを務める男性。人民服を着ている。百以上存在する泉すべての名前・伝説・効能に通じており、日本語も堪能。家族に妻（未登場）と一女（プラム）がいる。料理が得意らしく、パンダ化した玄馬とともにPちゃん（良牙）を料理（アニメ1作目では「広東風レバニラ酢豚」という架空の料理名）しようとした。Pちゃんが釜の湯によって人間に戻ったら特に驚かず、「あいやー、人間だたのか、これは食えない」と発言した。パンスト太郎に襲撃を受ける、コルマ・マサラに誘拐されるなど、不運な役回りが多い。乱馬と玄馬が中国にいた頃は、2人の旅に同行し呪泉郷以外もガイドしている。

### その他（メイン）
響良牙（ひびき りょうが）
声 - 山寺宏一 / 山寺宏一
乱馬の転校前の学校時代の同級生で、ライバル。我流の武闘家。水をかぶると黒い子ブタになる。あかねに片想いをしている。子ブタの姿の時はあかねに「Pちゃん」と呼ばれる。後に雲竜あかりがガールフレンドとなるが、あかねへの想いは捨てきれていない。極度の方向音痴。
小乃東風（おの とうふう）
声 - 三ツ矢雄二 / 森川智之
演 - 谷原章介
あかねの初恋の相手。小乃接骨院の先生で、骨を治す腕は一流。人体に関する伝記や珍しいツボにも詳しく、多くの古い書物を持っている。かすみに片想いしていて、かすみを目にすると極度に緊張し珍妙な行動に出る（言い換えれば、藪医者に早変わりする）。
八宝斎（はっぽうさい）
声 - 永井一郎（若い頃 - 子安武人） / 井上和彦
乱馬、玄馬、早雲の師匠。「無差別格闘流」の創始者で、元祖無差別格闘流の使い手。彼の悪行の手伝いに嫌気がさした玄馬と早雲によって奥飛騨の洞窟に封印されていたが復活し、以後天道家に居候している。極度のスケベジジイで下着泥棒と覗きの常習犯だが、戦闘力は絶大。
雲竜あかり（うんりゅう あかり）
ブタ相撲のブタを育てるブタ相撲部屋・雲竜家の娘。巨大なブタ（十四代横綱・カツ錦）を連れている。祖父の言いつけで、カツ錦に勝った男としか交際を認めない言いつけを守ってきたが、響良牙がカツ錦を倒したため、良牙に一目惚れする（アニメおよびOVAには未登場）。
小夏（こなつ）
百年に一度の天才と言われる「くノ一」だが少々抜けどころがある。身なりは女に見えるが男（美少年）である。義母と義姉の仇を討つため乱馬を狙うが、後に久遠寺右京の家に居候することになる。義母と義姉に虐げられ貧しい生活を送っていたため、異常なまでに貧乏性であり金銭感覚も狂っている（アニメおよびOVAには未登場）。

## その他のキャラクター

### 原作・アニメに登場
ひろし、大介（だいすけ）
声 - 辻谷耕史（ひろし）、子安武人（大介）
乱馬たちのクラスメイトで、乱馬の友達。よく3人で授業をエスケープしたりするなどの悪友。アニメでは中期からだんだんレギュラーになる。
さゆり、ゆか
声 - 亀井芳子（さゆり）、豊島まさみ（ゆか・TV版）、羽田小百合（ゆか・OVA版）
乱馬たちのクラスメイトで、あかねの親友。アニメでは中期からだんだんレギュラーになる。
水まき婆さん
声 - 鈴木れい子 / 神本綾華
本名不明。いつも家の前で水を撒いているお婆さん。側を通る乱馬や良牙にかかって話をこじれさせることが多い。
三千院帝（さんぜんいん みかど）
声 - 井上和彦  / 宮野真守
聖コルホーズ学園格闘スケートペアの一人。ペアとしてのもう一つの通り名は「氷上の逆仲人」。容姿端麗ではあるが、普段は女性のことしか頭にない非常にキザな性格のナルシスト。あかねと女らんまを気に入り、試合のためにキスをしようと企む。
帝単体の技として、氷上で激しくスピンしながら相手を巻き込み、逃げられないようにして打撃を見舞う「死霊の盆踊り」（名前の由来は、相手だけが周りで盆踊りを踊っているように見えることから）を得意技とする。しかし、乱馬に仕掛けた際には一方的に攻撃を加えているように見えて、実は518発も突き返されており、技が終了した時には立ったまま失神KOさせられていた。
もう一つの技として、パートナーであるあずさとの連携技「別れのメリーゴーランド」で他のカップルの仲を裂くことを得意とする。相手側の男に「助かりたければ彼女の手を放せ」と唆しておいて、実際は相手側の女を助けて自分のものにしようとする策略だが、乱馬とあかねペアには通じなかった。
あずさとはタッグパートナーだが、お互い自分のことしか考えていないためコンビ仲は悪い。女好きの帝も彼女は異性として見ておらず、激昂すると「バカ女」（アニメ版では「駄々こね女」）呼ばわりする。わがままなあずさよりは少なくとも常識的な面もある。
白鳥あずさ（しらとり あずさ）
声 - 松井菜桜子 / 悠木碧
聖コルホーズ学園格闘スケートペアの一人。容姿端麗ではあるが、帝とは違う方向で自己中心的でわがまま、なおかつ非常識。気に入った可愛いものに勝手に名をつけて自分の所有物とする癖がある。良牙（Pちゃん）や玄馬（パンダ）を自分のものにしようとした。
見た目とは裏腹に格闘の実力は高いようで、先述の「死霊の盆踊り」の終了際に、「引き分けですわね」と発言していることから、少なくとも乱馬が帝に反撃を加えていたのが見えていた（あかねは「乱馬の勝ちよ」と反論している）。アニメ版のみ一度だけ再登場し、今度は九能（が被ったタヌキ）を自分のものにし、いざこざから乱馬たちと格闘スケートで再試合した。
ゲストキャラクターだが、エンディングテーマの乱馬ダ☆RANMAにセリフで登場したり、キャラクターCD『乱馬的企画音盤II らんま1/2 歌暦』に帝と共に参加している。企画CDで幾度も登場するが、帝が歌おうとするたびに邪魔をする。
大文字煎太郎（だいもんじ せんたろう）
声 - 島田敏
茶道の作法を尊重しながら格闘技の流れを汲む、表格闘茶道大文字流家元の息子。紆余曲折の果てに都大路茶月と婚約した。
なお、煎太郎が登場する格闘茶道編は、アニメ版で内容が大幅に追加・変更されている。
都大路茶月（みやこおおじ さつき）
声 - 石桃子
裏格闘茶道都大路流家元の娘。恥ずかしさから煎太郎との見合いに、ペットである猿の早苗を替え玉として出席させたが、無事見合いは成立した。
アニメ版では実際に裏格闘茶道の腕前を披露し、家元（後述）から煎太郎以上に高く評価され、嫁と認められた。しかし、煎太郎の方が実力不足で駄目出しをされてしまったため、原作のように婚約まで進むことはなかった。
格闘茶道家元
声 - 京田尚子
煎太郎の祖母。お見合い嫌さにらんまを無理やり恋人役としてごまかそうとした煎太郎に対し、どこの馬の骨娘か知れぬらんまを嫁とは認めないと一蹴するが、そこで恋人役を嫌がっていたはずのらんまがムキになって格闘茶道にはまり、話がこじれてしまう。
道場破り
声 - 神山卓三
本名不明。天道道場にのたりと現れた道場破り。のったりとした動きと巨体から、一見鈍くさそうに見えるが、試合となるとなかなかの曲者。シャンプーからも強いと評されており、「少なくともあかねが勝てる相手ではない」。奪い集めた看板を自由自在に操り武器とする。傷一つ負わずにあかねを圧倒するが、駆けつけた乱馬により一瞬で敗北。原作では無表情でほとんど口を聞かないが、アニメではあかねを言葉で挑発している描写が多く見られる。また、原作とアニメでは倒され方が異なる。
紅つばさ（くれない つばさ）
声 - 山田栄子
右京の前の学校の同級生。容姿端麗の女装好きの男。右京を追って作中に登場。女装しているが、恋愛対象としては女性にしか興味がなく（本人も「オカマなんて心外、女装が好きなだけの男の子」と言っている）、男装して同じ男子校に通っていた当時から右京が女だと見抜いていた。惹かれた相手に対して何かに紛装して突撃することを得意とし、壁や塀を破壊する。格闘が強いわけではないが、男嫌いで物凄くしつこい性格。女らんまに対して「ぶす」（アニメでは「ちんくしゃ」）と言っていたが、右京に振られた時に優しくしてもらった際に女らんまに惹かれるも、後で男だと分かりご破算となる。
猫魔鈴（マオモーリン）
声 - 吉村よう（熱闘編第54話- 第73話）→安西正弘（熱闘編第119話以降）
巨大な猫の妖怪。シャンプーが中国に里帰りした際に持ってきた鈴・猫魔鈴（マオモーリン）の小さい方を持つ女を嫁にしようとするが、乱馬の猫拳に敗れる。後にシャンプーを捕らえて一生ネコの姿にしようとするが失敗する。アニメではその後、迷子の良牙に取り憑き勝手にあかねにプロポーズ、1日交代であかねの旦那になることを提案したが殴り飛ばされ以降は・猫魔鈴（マオモーリン）を屋台で売り歩いている。「格闘歌かるた」の「乱馬ダ☆RANMA’92」では「化け猫」と呼ばれている。番組放映中の1991年11月27日に初代声優の吉村ようが急死したため、再登場する熱闘編第119話以降は安西正弘が2代目として担当していた。
与太郎（よたろう）
声 - 松井菜桜子
海辺の豪邸で過ごす、ひ弱で寝たきりなお金持ちのお坊ちゃま。パンダが好きで玄馬を「熊八」と名付け遊んでいたが、らんまが玄馬を連れ戻そうとしたところ、与太郎が天道家まで数十キロを走って追いかけてきた。ひ弱というのは嘘で実はただの怠け者だった。
ママン
声 - 横尾まり
与太郎の母。息子が元気に外で遊んでくれることを祈っている。
キング
声 - 青野武
イカサマババ抜きで子供の小遣いを巻き上げる自称・博奕王。トランプのキングのような外観。かつて幼い右京がその被害者となって博打のカタに屋台を取られ、リベンジを挑んだ乱馬も敗れてしまい、よくわかりもせずに「いずれは自分のものになる」と聞かされていた天道道場をカタにする証文を書いた。そして今になってその証文を持ち込んできて、天道道場を己の博打場に改装してしまう。OVAではフルネームを「キング＝サーモン」と名乗っている。
スーパーファミコン版ゲーム『爆烈乱闘編』では使用キャラクターとして登場した。
中華まん四人組
声 - 田の中勇、島田敏、千葉繁、長谷有洋
本名不明。通称肉まん・あんまん・カレーまん・ピザまん。乱馬が持つ強力増毛剤龍の鬚を狙って日本にくる。
ピコレット・シャルダン
声 - 難波圭一
フランス料理のフルコースを「片付ける」速さを競うおフランス流格闘ディナー（飲み食いする姿を見せることは禁止、減点対象となる。ただし早食い・大食い競争とは異なり、片付けさえすれば自分で全部食べる必要はない）の家元。早雲がピコレットの父に格闘ディナーで負け、女の子が生まれたら嫁に出すという約束を交わしていたために、代わりに一度は格闘ディナーに敗れたらんまがシャルダン家へリベンジを兼ねて行くことになった。
なお、格闘ディナーのために口や舌を目にも留まらぬ高速で自由自在に、それこそ妖怪レベルにまで広げたり伸ばしたり動かしたりする特技を持っている。痩せた身体からは想像もできないほどの大食いで、食べられる量も並大抵ではない。
マダムサンポール
声 - 三田ゆう子
シャルダン家の嫁の教育係。格闘ディナーの修行に来たらんまが人前で食べる姿を見せたことに「お下品！！」と激怒しフライパンで頭を叩いた挙句、鉄のコルセットを着せるなどして徹底的にしごいた。
変幻自在の「口達者」ぶりは妖怪並み。語尾に「ざんす。」をつけるのが口癖。
掛け軸のパンダ
声 - かないみか
呪い的絵筆で呪い的掛け軸に描く、中国三千年呪い的絵画に描かれた呪い的パンダ。
子供が描いたようなパンダの姿をしており、性別は雌。人間の女子と同じ性格で、「素敵な彼と夜店でデートしたい」という夢を持っている。
夜店で展示公開されている最中、玄馬・乱馬の親子ケンカが元で封印が解かれ、世に放たれてしまった。上述の夢を涙ながらに語った後、乱馬からデートの相手としてパンダになった玄馬を紹介されるも、「不細工なパンダ」と涙ながらに拒絶、封印を解いた乱馬と夜店デートを存分に満喫した。しかし掛け軸の中でしか生きていけないため乱馬に別れを告げ、最後のワガママとして乱馬とキスした後、満ち足りた気持ちで掛け軸へと戻っていった（その後、掛け軸には乱馬の画が追加された）。
アニメでは着物姿の美少女に変身したり、同じく封印が解かれた呪い的絵画の妖怪達に言うことを聞かせることができる。またパンダの姿では口を動かすことができないが、✕印のようにすぼめることは可能。原作とは異なり別れ話は乱馬の方からで、「どんなに好き合ってもパンダと人間とでは叶わぬ恋」と（演技で）苦悩しながら告げられてショックを受け、乱馬の言葉を涙ながらに理解しながら一旦は側を離れるも、直ぐに着物姿の美少女に変身して乱馬の所に戻ったが、呪い的絵画の妖怪に捕らえられたあかねを救おうと必死になる乱馬の姿を見て、乱馬が本当に好きなのはあかねであることを察し、パンダの姿に戻って呪い的絵画の妖怪達に自分と共に帰るように促して乱馬への攻撃を止めさせた後、原作と同じく乱馬とキスした後、満ち足りた気持ちで妖怪達と共に掛け軸へ戻った。
紙人形の行商人
声 - 立木文彦
かなわぬ恋に苦しんでいた五寸釘に声をかけた行商人。命令を書いて背中に貼ると、相手を命令どおり動かせるという紙人形12枚セットを販売した。その紙人形に「ただでよこせ」と書いた五寸釘と「一万円で買え」と書いた行商人の間で貴重な紙人形を2枚浪費した「商戦」が起き、最終的に残り10枚に五千円の値がついた。
春巻（はるまき）
声 - 八奈見乗児（若い頃 - 松岡章二）
病院に入院している老人で幽体離脱し毎晩乱馬の夢に現れていた。
餃子（ぎょうこ）
声 - 鈴木れい子
春巻の妻。若い頃はらんまに瓜二つの女性だった。
春巻の孫
声 - 伊崎寿克
本名不明。若い頃の春巻にそっくり。
今条マリ子（こんじょう マリこ）
声 - 小林優子
青春学園生徒。応援する選手を勝たせるために対戦相手を倒す格闘チアリーディングの使い手で、勝つためなら妨害も卑怯なことも厭わない。九能に一目惚れし、女らんまと戦う。九能を応援することに気が乗らないらんまは苦戦するが、そこへあかねが九能の対戦相手に成りすまして乱入。四つ巴の戦いの果てにあかねと乱馬のコンビプレーに敗れ、九能への思いを断ち切る。
真之介（しんのすけ）
声 - 草尾毅 / 高山みなみ（OVA版・少年時代）
森の番人。幼い頃にあかねと逢っている。異常に物事を忘れやすい。あかねに惚れるが、何度告白してもそのことを忘れる。
真之介の祖父
声 - 青野武（OVA版）
森の番人。元は珍獣動物園の園長。凶暴化した動物たちを監視している。いい加減な性格。病の床に伏しているはずだが、やたらと元気。
ヤマタノオロチ
真之介一家の住む森の泉の主。伝承通りに若い女の肉と酒を好む。他の動物たちと同じく、愛くるしい目つきをしているが、乱馬たちの女装姿を見て怒るなど、性格は凶暴。巨大な頭1つから伸びる7つの細長い尻尾の先端に小さな頭が1つずつ存在する奇怪な姿から、真之介の祖父に「オマタノヤロチ」と命名される。泉から目覚めたが、事件解決後は再び眠りにつく。なお、あかねからの指摘があるまで誰も頭（実際は尻尾）が7つしかないことに気づいていなかった。
レフリー
声 - 安永沙都子 / 河瀬茉希
格闘新体操の試合でレフリーを担当。
実況アナウンサー
声 - 井上瑤
いずれも本名不明。聖ヘベレケ女学院で開催される小太刀とらんまの格闘新体操の試合に立ち会う。

### 原作のみの登場キャラクター
シャンプーの父
声 - 銀河万丈（ゲーム『らんま1/2』）
シャンプーの回想や猫飯店のシーンで登場。PCエンジン版『らんま1/2』では、あかねを猫飯店にさらい、乱馬を待ち受ける最終ボスとして登場する。
寮長（りょうちょう）の幽霊
女子寮の寮長をしていた小太りの中年女性の幽霊。乱馬に「ばあさん」と呼ばれると怒って自身の下着を被せようとした。
生前、下着泥棒に悩まされる女子寮で自身の下着だけは盗まれず、その無念故に幽霊へと成り果て、以後誰かに自身の下着を盗まれなければ成仏できなくなり、廃墟となったその女子寮をさまよっていた。そこで呪いの護符を使って八宝斎に自身の下着を盗ませようとしたが、当の八宝斎は中々盗もうとせず、呪いにより窶れていく八宝斎の後をつけた乱馬とあかねの前に姿を現して事の経緯を語った後、乱馬と結託、八宝斎が盗んだ下着を乱馬が奪って女子寮に飾り、その中に寮長の下着を忍ばせて盗ませようとしたが、直前に八宝斎に気づかれてしまい失敗、成仏を諦めるも「八宝斎は護符の呪いで成仏できず、下着を求める悪霊になってしまう」と仄めかし、それを聞いて焦った乱馬が八宝斎から下着を取り上げて寮長の下着に全て突っ込み、それを八宝斎が寮長の下着ごと奪い返したのを見て「八宝斎が自分の下着を盗んだ」と満足し成仏した。
呪いの護符
寮長の幽霊が八宝斎に自身の下着を盗ませるために使用した護符。下着の形に切られており、呪いの力で傍目には本物の下着にしか見えず、盗んだ者に呪いを掛ける。呪いを受け続けるとやつれて死に至り、さらに呪いにより成仏できず悪霊になってしまう。
呪いを解く方法は寮長の下着を盗るだけだが、八宝斎の好みではなかったため盗もうとしなかった。なお、八宝斎以外の者が下着を盗んでも呪いは解ける。
与兵（よひょう）
鶴屋千年財閥の御曹司。かつて温泉を探す旅の途中（財閥の跡継ぎには「新しい温泉脈を探して見つけよ」という掟がある）食事をとろうとしたところをらんまに頭を踏まれ、全て横取りされて食べられる。最後に見たのが後ろ姿のみだったので、その後らんまを探すため所有する島におさげ髪の女性を集めていた。温泉富豪だが、内実は温泉が出なくなってしまい借金の山で財閥は崩壊寸前、島も明日には人手に渡ってしまう状態だった。最後の頼みとして「確実に温泉が地下にある」場所を見つけていたのだが、栓をしている岩が非常に固かったため、手付かずとなっていた。
やや強引な手段でおさげ髪の女性を集めたり、変態的な行動も見られたが、それは異性としてらんまに心惹かれていたからであり、崩壊した天井かららんまをかばって自分は頭に怪我をしたりなど、決して悪い人間ではなく真心もたしかに持っていた。何とかしてやりたいと思ったらんまによって岩は割られ温泉は湧き、それにより観光地の価値を取り戻すことはできたが、同時に乱馬が男だと知り、湧き出るお湯の中で執事と共に言葉もなく、しばし呆然としていた。ナレーションで「その後二人は二度と出会うことはなかった」と語られている。
ハーブ
声 - 有馬克明（ゲーム『らんま1/2 超技乱舞篇』）
1400年の昔から続く男たちの武道集団「麝香（ジャコウ）王朝」の末裔で、次期王位継承者。麝香王朝の王族は中国では竜の血を受け継いだ最強の存在と言い伝えられており、コロンからも恐れられている。闘気を操る龍の末裔であることから、"気"を使った攻撃が得意。
元々は男だったが、ある日見合いに備えるために近場で捕らえた猿を娘溺泉で人間の女に変えた際、その姿に一瞬見とれた隙に猿に娘溺泉に落とされて女性化、さらに自身の女体に目を奪われた隙に身を固定させる「止水桶」の水を猿に浴びさせられて女の姿に固定されたため、「止水桶」の効果を消す「開水釜」を求め日本を訪れた。
ライム（来睦）
ハーブの部下。虎の血が流れており、人間離れした力を持っている。日本に来るまで女を見たことがなく、女を見るたびに感動している。良牙も凌ぐ怪力の持ち主だったが、対決では獅子咆哮弾の前に敗れる。
ミント（敏杜）
ハーブの部下。ライムの後輩。狼の血が流れており、人間離れしたスピードを持っている。飛刀の術が得意だが大刀も扱える。
公紋竜（くもん りゅう）
声 - 宮本充（ゲーム『らんま1/2 バトルルネッサンス』）
公紋道場の跡取りだった男。幼い頃、玄馬の開発した剛拳・山千拳によって道場がつぶれた。父の遺言「山千拳と対をなす柔拳・海千拳を会得すれば道場再興も可能」という言葉を信じ、早乙女流の関係者を探すべく早乙女乱馬を名乗って旅をしていた。偶然出会ったのどかにも乱馬だと偽って海千拳を手に入れようとする。山千拳を使いこなし、乱馬を相手に二度に渡り圧倒的な勝利を収めるが、海千拳を会得した乱馬には敗れた。
ピンク、リンク
毒や薬の調合が得意な双子の姉妹。その昔、ピンクがシャンプーにいたずらし、それをリンクが助けたのだが、シャンプーは同一人物だと思ってリンクを殴り飛ばし、その後シャンプーは会うたびにこのリンクを100発殴っていたことからこの姉妹にシャンプーは恨まれている。笑顔の方がピンク、不機嫌な顔の方がリンク。会話する時は言葉の最後に「どうぞ」を付ける。
火車王金之介（かしゃおう きんのすけ）
どんな手を使ってでもお金を使わず、相手にツケて破産に追い込むという火車王流の使い手。なびきのドケチぶりを見て勝負を挑むが、敗れた。
楽京斎（らっきょうさい）
八宝斎の大親友。愛称「ラッキー」。118歳。特殊な墨と筆を使った雷神猛筆拳の使い手で、八宝斎曰く実力は乱馬をも凌ぐ が、性格や容姿は八宝斎と同レベル。かつて八宝斎に奪われた錦の蝶（にしきのちょう）を取り返そうと、「童子溺泉」に入り子どもになって八宝斎に近づいた。子供状態の名は楽太郎。
ルージュ（蕗珠）
声 - 西原久美子（ゲーム『らんま1/2 バトルルネッサンス』）
中国青梅省在住。普段は淑やかだが、口が非常に悪く、阿修羅溺泉につかったため、水をかぶると阿修羅になる体質で、好戦的な性格になる。性格もかなり悪い。戦闘能力もかなり高く、炎や光・雷などを操り、変身後のパンスト太郎をも打ち負かす。6本も腕があるため、肩凝りになりやすく意外と体力を消費する。そして、力の源（磁気絆創膏）が手放せない。パンスト太郎からその力の源を取り返すために来日した。
鷺ノ宮飛鳥（さぎのみや あすか）
小太刀がとかげ幼稚園に通っていた頃のライバルで。通称「白ユリの飛鳥」。見かけや言葉遣いは穏やかだが、中身は小太刀とほとんど同じでやることは卑怯。幼稚園時代に、彼氏比べで小太刀に負け、10年後に再戦を申し込んでいた。
でん助（でんすけ）
とある病院に入院している病気の少年。非常にスケベ。薬を飲むことが嫌い、らんまはデート中に薬を飲まそうとするが失敗し、倒れてしまう。口移しで薬を飲まされ回復し退院するが、口移しをしたのはらんまではなく病院の先生だったことを彼は知らない。
地蔵堂の地蔵（じぞうどうのじぞう）
ムースがシャンプーに受け取ってもらえなかった手編みのマフラーを地蔵堂の地蔵にかけたところ、ムースに恩返しをするためにシャンプーに化けて夜な夜なムースとデートをする。ムースがシャンプーから編みかけのマフラーをもらったことで恩返しは終わり地蔵堂へと戻る。
出世丸（しゅっせまる）
神社の神馬。ご利益のある絵馬の絵にもなっている神馬だが神主が描いた絵馬が気に入らないため奉納された絵馬を全て壊している。この神社には満点丸という神猪（イノシシ）も飼われている。
明神隼人（みょうじん はやと）
幼い頃、右京と「世界一はお好み焼きかたこ焼きか」ということで戦い、敗れた男。そのとき交わした負けたほうがお面をかぶり暮らすという「約束」を律儀に守り、お面をつけて生活をしていたため、周りから白い目で見られ暮らすことになる。リベンジをするべく6年間右京を探し続け、再戦で勝利した。タコのパトラッシュを飼っており、このタコを駆使して右京の店の営業を妨害した。
小鉄（こてつ）、小梅（こうめ）、小枝（こえだ）
小夏の義母と義姉。一応くの一（実は男らしい）。「くの一お色気バー」を経営していた が、八宝斎に破壊されたため小夏を刺客として送り込む。動物に化ける謎の忍術を使う。
クラゲ大王（クラゲだいおう）
大王岩に住む大クラゲ。年に一度、好みの乙女（ショートカットでカナヅチの乙女）を集めた遠泳大会を開いて優勝した乙女をさしあげることが好きなクラゲ。クラゲ女王もいる。
プラム（蒲蘭慕）
呪泉郷案内人の娘。まだ幼いが日本語は堪能。観光案内の腕はまだ半人前。呪泉郷の危機を乱馬たちに知らせるため日本を訪れる。
サフラン（薩夫郎）
鳳凰の鳥人。鳳凰山の鳥人たちの王。当初は子供の姿をしている。成体への変態のために呪泉郷の水を独占していたが、乱馬やあかねたちによって邪魔され、不完全な状態で覚醒する。本作最後の敵であるが、原作者は登場人物の強さがインフレしていたとしており、サフランは「そんなにすごい強くはなかったと思います」とコメントしている。
キーマ（紀瑪）
白鳥の鳥人。サフランの部下。スタイル抜群で、グレーのハイレグを着用した銀髪の女性。容姿端麗でセクシーだが、部下より年上らしくコルマとマサラからは度々年増と呼ばれる。乱馬たちを騙すため、呪泉郷に新しい泉を掘ってあかねを溺れさせて作った茜溺泉にワザと溺れ、水をかぶるとあかねに変身する。
コルマ（柯爾瑪）、マサラ（馬颯拉）
それぞれ烏と鷲の鳥人。サフランの部下。直属の上司はキーマ。鳳凰山の住民は、鳥の溺れる呪泉の水を生活用水としているため常に羽根や爪を持つ鳥人の姿をしている。コルマやマサラなどの隠密行動をとるものは男溺泉・娘溺泉に入り人の姿を得る。コルマは肉弾戦、マサラは羽根手裏剣を得意とする。2人とも、今ひとつ抜けている。

### アニメ第1作オリジナルキャラクター
猿隠佐助（さるがくれ さすけ）
声 - 千葉繁
九能家に仕えるお庭番。流派は猿隠流カラクリハウス術。いつも九能兄妹に振り回される苦労人。アニメでは主に五寸釘の代わりを務める。キャラクターデザインは高橋留美子。
リンリン、ランラン
声 - 三田ゆう子（リンリン）、小林優子（ランラン）
女傑族の姉妹。赤紫色の髪の方がリンリンで、青い方がランラン。シャンプーを姉御と慕う妹分で、シャンプーがらんまに敗北したことの悔しさから修行に明け暮れた結果、女傑族に自分たちの相手になる人間がいなくなったため、強い相手を求め日本までやってきた。風林館高校の格闘系部活を倒した後天道道場に道場破りした際、らんまと出会いシャンプーがらんまを始末していないことに怒りを感じ、らんまを狙うがシャンプーから「死の接吻」を受け正式に決闘をすることになる。実力はらんまからも「全然大したことのない」と言われるレベルで、訓練不足のシャンプーにも「姉妹合体同時攻撃」を破られた。その後、奥の手の女傑族の奥義「火龍大乱舞」を出す。テープレコーダーで人の中枢神経を刺激する音色を流し、聞いたものは踊りだしてしまいその隙に操る龍の人形の吐く火炎で仕留める技だが、あかねが根性でらんまの耳を塞ぎ、らんまの火中天津甘栗拳に敗北する。その際の爆発からシャンプーとは和解し、乱馬が男だと知り女傑族の掟として乱馬の嫁にシャンプーを含め3人でなろうとするが、女傑族の掟で婿は早い者勝ちだったため中国へ帰る。
松、竹、梅
声 - 北川智絵（松）、佐久間なつみ（竹）、藤夏子（梅）
熱闘編第112話登場。表格闘茶道大文字流長老3人衆。家元の側近。通称表の三婆。裏の三婆と折り合いが悪くいがみ合っているが、リーダー格の松は有事の際には柔軟な姿勢を見せ、猪（後述）と手を組み、表裏格闘茶道奥義「表裏接乱れ刃（ひょうりせつみだれじん）」を使用した。
猪、鹿、蝶
声 - 沼波輝枝（猪）、遠藤晴（鹿）、太田淑子（蝶）
熱闘編第112話登場。裏格闘茶道都大路流長老3人衆。裏の家元の側近。通称裏の三婆。表の三婆と折り合いが悪いが、リーダー格の猪は有事の際には柔軟な姿勢を見せる。実力は表の三婆よりも上で、「臨機応変」を是とする裏の流儀として正座をせずに戦うこともある。
裏家元
声 - 沼波輝枝
裏格闘茶道都大路流家元。身丈を優に超える巨大な扇子で戦う。表裏双方の三婆を相手に手も足も出させないほどの実力を持つ。かつては表の家元と敵対していたが、その結果、都大路流は没落してしまい地下に潜って力を蓄えていた。現在は表の家元との仲は悪くない。
蛙仙人
声 - 槐柳二
蛙溺泉に落ちた仙人。呪泉に落ちる原因（かなりの逆恨み）を作った乱馬を蛙化しようと画策する。修行したため蛙になっても人語を話せる。乱馬たちに憂さを晴らし中国へ帰ったが、不老不死を手に入れるために再び来日するが返り討ちに遭う。
珍玄斎（ちんげんさい）
声 - 田村錦人
中華忍法の達人。八宝斎やコロンと親友で、実力も2人に並び絶大。家出中の早雲と玄馬が（八宝斎の親友とは知らずに）弟子となって八宝斎に挑んだことがある。

慈恵院 宗達（じけいいん そうたつ）
声 - 辻谷耕史
格闘書道家元。両手で持つほどの大きな筆を背負っている。永字八法を含む「永」という字を書ききるまでに相手を倒すことで勝ちとする。端整な顔立ちをしているが、一度笑うと門下生たちが幻滅するほど表情が崩れる。猫のくしゃみ、パンダ（玄馬）が字を書く、八宝斎が臀部で中空に文字を書くなどでこの現象が見られた。風林館高校に訪れ、九能があかね宛てに書いたラブレターを読み「なかなかの達筆」と褒める。九能と勝負した際、九能が「永」の字の書き順を間違えたことを咎め、校舎に「永」の字を書き九能を倒す。乱馬も対戦を挑もうとするが、「挑戦状」の「挑」すら書けない乱馬に呆れ、「美しい文字を記す者だけが戦う資格を持つ」と対戦を拒む。お世辞にも達筆とは呼べない挑戦状を幾度となく持ってくる乱馬と、「負けたら弟子になってもらう」ことを条件に対戦することになる（しかし本音は「これ以上あんな字を見せられては…」と笑いがこらえきれないため）。乱馬との勝負では九能が審判を務めていたが、巻き添えを喰らった九能が「この勝負引き分け」とした。

小早川 虎正（こばやかわ とらまさ）
声 - 増岡弘
風林館高校第二購買部店主。自称｢影のご意見番｣。風林館高校のスチャラカな歴史を語るが、昔から風林館高校にいるため情報通。九能に崇拝されている。店には数十年前のものと思われる品物しか置いておらず、購買部としてはまるで成り立っていない。

武蔵 小金（むさし こがね）
声 - 兵藤まこ
風林館高校の元生徒。幽霊。ある未練のため現世にとどまっていた。後に五寸釘と親しくなる。
大黒 かおり（おおぐろ かおり）
声 - 鶴ひろみ
七福神大黒流の一人娘。乱馬が赤ん坊の時旅をしていた玄馬が空腹に耐えかね、ちょうど食事をしていたかおりの父親に焼き魚を物乞いしたところ、将来跡継ぎとして乱馬を娘のかおりと結婚させるならという条件を突き付け、玄馬は承諾。しかし、その後目を盗み乱馬を連れ玄馬は逃げ出す。数年後天道家を訪れもう一人の許嫁として乱馬の前に現れるが、あかねが心の底で乱馬を好いていることを察し決闘を申し込み、ちょうど町内で行われた「ミス格闘出前レース」で決着を着けることになる。格闘家としての腕は高く、素手の状態でも天道家の人間が感心するほど。七福神大黒流出前格闘術の達人でもあり、ナルトや麺などを武器にして攻撃を行う（原作ではこれらの技はシャンプーの技）。ほぼ初対面にもかかわらず乱馬に対して「乱馬様」と強く執着し、あかねを挑発したり嘲笑ったりキツイ性格をしていたが、決着後は潔く身を引いた。父親は関西弁だが標準語でしゃべる。
湯殿湯太郎（ゆどの ゆたろう）
声 - 石田彰
ロイヤルプリンスオークラホテルの若旦那。先代である父親が亡くなる前に湯太郎の結婚を待ち望んでいたが叶わないまま父親が他界し、その後も寂れた山奥の温泉だったため嫁の宛がなくショックから湯殿に篭もり、温泉に訪れる格闘家を襲って鬱憤を晴らすうちに湯殿格闘術を完成させてしまう。乱馬との対決では地の利を活かしたり、乱馬が湯あたりを起こしたりとある程度善戦したものの、乱馬が女になり一瞬怯んだ隙に浴衣で視界を奪われ、天津甘栗拳をくらい敗北。その姿はあかねが一目見て「すっごい美形」というほどだったので、テレビでCM出演すればいいという提案でホテルは大繁盛することになり、湯太郎もモテモテになった。登場する湯殿格闘術のほとんどは風呂桶をぶつけるだけの技。
クレープのジョー
声 - 辻谷耕史
自称「鉄板の魔術師」。お好み焼き「うっちゃん」と同じ界隈で移動販売のクレープ屋を開店させ、右京の常連を根こそぎ奪っていた。派手なパフォーマンスや美味しい味で客を掴んでいたが、右京に「西洋かぶれの邪道な食べ物」と因縁をつけられる。お好み焼きとクレープを空中で激突させる対決を行い右京に勝利する。その後「うっちゃん」をクレープ屋の支店に持ちかけるが、右京の代わりに店を営業していたらんまと交渉決裂し、敗者は街を去るという条件で鉄板リングで格闘対決をすることになる。らんまが右京の技を真似た戦法しかしなかったとはいえ、らんまを一方的に攻め続け必殺の爆薬混入クレープ「ゴールデン・デス・クレープ」でほぼ勝利まで持ち込む。満腹寺で修行した右京が乱入し、闘気に満ちた右京に為す術がなく、「元祖なにわ名物久遠寺流・人間お好み焼き乱龍」で人間モダン焼きにされ敗北する。
未央（みお）
声 - 勝生真沙子
あかねのクラスメイト。代々霊感の強い家系で家族は占いで生計を立てている。本人の占いも百発百中で、タロットを使って「あかねと乱馬が1週間後に結婚する」「八宝斎に凶相が出ている」と占う。八宝斎の体調不良を皮切りに天道家が不幸に見舞われ、元来強運の持ち主の八宝斎が数百年の周期の凶運に巡り周りまでに不幸を撒き散らしていると占い、あかねに八宝斎のエネルギーを取り戻す薬の調合を教える。手助けはしたものの運命には逆らえないと思っていたため、八宝斎が復活した際動揺をしていた。
真似っ子けんちゃん
声 - 菊池正美
コピー格闘術の使い手で、写真を撮った相手の姿形や声・技まで真似ができる（変身体質まではコピーできない）。玄馬と早雲の反応を見る限り名の知れた格闘家のようである。強さまでコピーできるため、乱馬を火中天津甘栗拳の打ち合いで制する（互角であるはずが乱馬に油断があった）。良牙、ムース、九能にも勝利したが八宝斎を真似っ子した際、完璧に真似ることができなかったことから八宝斎に弟子入りし、共に天道家で迷惑行為をし続ける。良牙たちとの山ごもりを経た乱馬に再び火中天津甘栗拳の打ち合いを挑まれ敗北。あかねに惚れている。
みどり先生
声 - 高田由美
なかよし保育園の町内でも有名な、よく出来た保育士。八宝斎が彼女に純粋な恋心を抱き、彼女の性格に合わせた清く正しい人間になるように努力するが、パンティまみれになった八宝斎を見てみどりは愛想を尽かす。
安吉
声 - 辻谷耕史（少年時代 - 高山みなみ）
着流し姿で番傘1つで旅をする江戸弁の風来坊。雪の日にかすみとぶつかり、空中に飛んだ卵を素早くつかみとり渡した。その後かすみの機嫌がいいことから天道家の面々はかすみが安吉に恋をしたと勘違いしてしまうが、実際は翌日の夕飯のメニューを思いついたことが嬉しかったから。犬に襲われ大怪我を負った際、治療に訪れた東風の接骨院で東風に親切にされ、恩を返そうとかすみと東風の仲を取り持とうとする。実はかすみとの幼なじみで、彼女が幼い頃に渡したお守りを所持していたことから、幼い頃に別れた近所の養鶏場の子供やっくんであったことに気づく。詳細は不明だが、玄馬の見立てでは「中々強そうな奴」。乱馬も当初は「大したことない」と言っていたが、卵のつかみ取りでは乱馬も悔しがる腕前を見せ、終始只者ではない姿を垣間見せていた。幼い頃かすみを守るために犬に襲われ、以来犬が苦手。
なつめ、くるみ
声 - 勝生真沙子（なつめ）、水谷優子（くるみ）
OVA「道を継ぐ者」に登場。「天道早雲の生き別れの娘」にして「天道道場の正当な後継者」を自称する無差別格闘流の使い手の姉妹。幼少期に八宝斎の弟子として武術を教わったが、八宝斎が天道早雲を名乗ったために、前述の誤解が生まれた。
なつめは髪が長くスタイルの良い少女。くるみは食欲旺盛ななつめの妹。なつめは特大の布団叩きで冷たい闘気を操り、くるみは赤いリボンを媒介に道場が焦げ付くほどの熱い闘気を操る。戦闘力は高く、特に2人の連携技「龍火輪舞」の威力は絶大であり、後継者の座を賭けた二対二の勝負で一度はあかね、らんまを打ち破ったが、再戦で敗れた。キャラクターデザインは高橋留美子。

### アニメ第2作オリジナルキャラクター
いちろう
声 - 関智一
風林館高校の放送部員。試合の実況に定評があり、「言葉の魔術師」という異名があるとも語られている。
のりこ、ともよ、ひろこ
声 - 冨岡美沙子（のりこ）、神本綾華（ともよ）、大下菜摘（ひろこ）
乱馬たちのクラスメイトで、あかねの友人。
しんご、きいち
声 - 奥村翔（しんご）、浜田洋平（きいち）
乱馬たちのクラスメイトで、乱馬の友人。

### ゲームオリジナルキャラクター
三白帝羅眼（さんぱくてい らがん）
声 - 広瀬正志
『らんま1/2 とらわれの花嫁』に登場。らんまを花嫁にしようと狙う白クマ。
チャーシュー
声 - 中嶋聡彦
『らんま1/2 とらわれの花嫁』に登場。三白帝の部下。
南条ありさ（なんじょう ありさ）
声 - 横山智佐
『らんま1/2 白蘭愛歌』に登場。南条財閥の令嬢。性格はわがまま。呪泉郷の「呪い」によって人生を悲観し、ある願望を叶えるため二重に呪泉郷に関わった人間を連れてくるよう命令する。猫溺泉に落ちたため、水をかぶると猫になる。ブタが嫌い。
二重格人（ふたえ かくと）
声 - 池田秀一
『らんま1/2 白蘭愛歌』に登場。ありさに仕える呪泉郷研究者。ありさの命令には逆らえないが、一方で彼女に対する特別な感情から乱馬と会わせないように画策する。

### 実写ドラマオリジナルキャラクター
小蒲田加茂依（おかまだ かもよ） / マダム・カマンベール
演 - 田山涼成
風林館高校の教頭。正体は世界中の女を全て男化させて「イケメン王国」を築こうと和風男溺泉を狙った、オカマ集団のボス。巨大な鎌を使って攻撃する。